# Organizowanie
Organizowanie – jeden z procesów, czyli ciąg następujących po sobie celowo uzależnionych faz (etapów). Funkcja organizowania, jako jedna z czterech charakterystycznych funkcji procesu zarządzania (inne to: planowanie, motywowanie i kontrolowanie) obejmuje, m.in.:
- ustalenie niezbędnego zakresu pracy, którego wykonanie jest warunkiem realizacji wytyczonych celów;
- podział zadań całościowych na zadania i na czynności szczegółowe;
- łączenie stanowisk organizacyjnych w grupy;
- ustalenie mechanizmów koordynacji części składowych organizacji;
- kontrola rozwiązań organizacyjnych i ich korygowanie w celu utrzymania lub zwiększenia poziomu jej sprawności.
- w innym ujęciu jest to proces porządkowania, przydzielania, koordynowania działań i zasobów poszczególnym członkom organizacji.

Dzięki procesom organizowania nawiązuje się współpraca w ramach określonej struktury stosunków, wprowadzony zostaje ład (minimum ładu). Organizowanie jest to takie gospodarowanie ludźmi (pracownikami) i innymi zasobami, które w najlepszy sposób umożliwia zrealizowanie określonych planów (wizji, misji, strategii). W efekcie organizowania powstają struktury systemów społecznych i materialnych, dzięki którym pracownicy wiedzą co maja robić, komu przekazują informacje i przed kim odpowiadają.
Organizacja poddana działalności organizatorskiej jest – jak to określił J. Zieleniewski – „rzeczą zorganizowaną”, której funkcjonowanie „polega na zachodzących w czasie zmianach stanów rzeczy – zmianach zawsze zależnych między innymi od sytuacji zewnętrznej i przeważnie w jakiś względnie trwały sposób na tę sytuację oddziałujących, ale nie zmieniających w trwały sposób stosunków między częściami danej rzeczy zorganizowanej”.
W sytuacji wyżej opisanej mamy do czynienia z tzw. dynamiczną równowagą struktury organizacji. Gdy zostanie ona zachwiana, po pewnym czasie dochodzi do ustabilizowania się nowego stanu równowagi. Na tym polega wyższość tego typu równowagi struktury rzeczy nad równowagą statyczną – której naruszenie ma charakter nieodwracalny.

## Etapy
Strukturotwórcza funkcja organizowania na różnych etapach powstawania i funkcjonowania przedsiębiorstwa, a także zarządzania nim, została najpełniej, przed laty, naświetlona przez E. Dale’a. Opisał on i omówił pięć etapów procesu organizowania:
1. Szczegółowe ustalenie całej pracy, którą należy wykonać aby osiągnąć cele organizacji. Każdą organizację tworzy się w określonych zamiarach: szpitale po to, by zajmowały się chorymi; drużyny koszykówki – by wygrywały zawody; przedsiębiorstwa – by produkowały i sprzedawały dobra lub usługi. Oczywiście, każdy z tych zamiarów zostanie spełniony w inny sposób. Aby osiągnąć cele organizacji, trzeba najpierw wyznaczyć jej zadania jako całości. Na przykład zanim organizatorzy szpitala będą mogli pomóc chorym, muszą zakupić wyposażenie, zatrudnić lekarzy i pozostały personel, utworzyć różne wyspecjalizowane oddziały, zapewnić akredytację w organizacjach lekarskich, uzgodnić sprawy z rozmaitymi władzami lokalnymi etc.
2. Podział całej pracy na czynności logiczne, możliwe do dogodnego zrealizowania przez jednego człowieka lub zespół ludzi. Organizację tworzy się wtedy, gdy wyznaczona praca nie jest możliwa do wykonania przez jednego człowieka. Trzeba ją zatem odpowiednio podzielić między członków organizacji. Przez „odpowiedni podział” rozumiemy: przydział zadań poszczególnym osobom na podstawie ich kwalifikacji, nikomu nie przydzieli się ani zbyt dużej, ani zbyt małej ilości pracy.
3. Łączenie w logiczny i sprawny sposób pracy członków organizacji. W miarę rozrastania się organizacji i zatrudniania coraz większej liczby osób do wykonywania różnych czynności, konieczne staje się grupowanie jednostek, których zadania są powiązane. W organizacjach produkcyjnych typowymi przykładami komórek są działy, np.: sprzedaży, zasobów ludzkich, produkcji, księgowości i marketingu. Dany dział zatrudnia pracowników o różnym poziomie specjalizacji i różnych umiejętnościach. Ich współdziałaniem rządzą ustalone zasady postępowania. Tę agregację pracy zazwyczaj nazywa się departamentalizacją.
4. Ustalenie mechanizmu koordynacji pracy członków organizacji tak, aby stanowiła jednolitą, harmonijną całość. W miarę wykonywania wyspecjalizowanych czynności przez poszczególne osoby i działy, mogą zagubić się ogólne cele organizacji albo wystąpić konflikty między jej członkami. Na przykład kierownik marketingu w przedsiębiorstwie może nalegać na zwiększenie środków na reklamę w celu pobudzenia popytu, chociaż ogólniejszym interesom przedsiębiorstwa lepiej służyłoby zainwestowanie w nowe urządzenia do automatyzacji, w celu obniżenia kosztów. Na uniwersytecie może występować ostre współzawodnictwo poszczególnych instytutów czy wydziałów o ograniczone fundusze. Mechanizmy koordynacji umożliwiają członkom organizacji utrzymanie świadomości jej celów i ograniczają niesprawności oraz szkodliwe konflikty.
5. Sprawdzanie skuteczności organizacji i wprowadzanie poprawek w celu utrzymania lub zwiększania tej skuteczności. Organizowanie jest procesem ciągłym. Konieczne jest zatem, okresowe sprawdzanie poprzednich czterech etapów. W miarę rozrostu organizacji i zmian sytuacji, trzeba ponownie oceniać jej strukturę, aby zapewnić firmie skuteczne i sprawne funkcjonowanie, stosownie do istniejących potrzeb.